# Élisabeth Corvin
Élisabeth Corvin ou Élisabeth Hunyadi (en hongrois : Corvin Erzsébet, en croate : Elizabeta Hunyadi, latin : Elisabeth Corvina, en polonais : Elżbieta Korwin, en roumain : Elisabeta Corvin) née le 21 décembre 1496 à Bihács, Royaume de Croatie (actuelle Bosnie-Herzégovine) et morte en 1508 à Gyula, est une princesse hongroise et le dernier membre de la famille Hunyadi.

## Biographie
Élisabeth Corvin est la fille de Jean Corvin et de Béatrice Frankopán. Elle tient son nom de son arrière-grand-mère paternelle, Erzsébet Szilágyi. Elle a deux frères cadets, Christophe et Matthias qui meurent jeunes. Elle est la petite-fille du roi Matthias Corvin, roi de Hongrie et l'arrière-petite-fille du roi Alphonse V. Elle descend d'Étienne V de Hongrie.
En février 1505, Élisabeth Corvin est fiancée à Buda au fils cadet de la princesse Hedvig et de Stephen Zapolya, Georges Zapolya, qui, selon l'accord, sera également l'héritier du domaine Hunyadi par l'intermédiaire de sa future épouse.
À Noël 1507, Élisabeth Corvin est fiancée à Lippán au petit-fils du palatin Máté Pálóczy, Mihály Pálóczi.
Cependant, Élisabeth Corvin meurt à Gyula peu après les fiançailles, en janvier 1508, après la consécration royale (ou le 25 mai selon d'autres sources).
Élisabeth Corvin est inhumée dans l'église franciscaine de Gyula.